# Spheterista fulva
Spheterista fulva är en fjärilsart som beskrevs av Walsingham 1907. Spheterista fulva ingår i släktet Spheterista och familjen vecklare. Inga underarter finns listade i Catalogue of Life.